# Каирска гениза
Каирската гениза е най-големият документален фонд – архив на средновековното еврейство.
Каирската гениза е разкрита в средата на 19 век в Кайро, откъдето носи и името си. Още от ранното средновековие еврейските синагоги имали специални помещения наречени „генизи“. Самата дума означава на иврит погребение, а в конкретния контекст семантично значи място за „погребение“ на писмени текстове. Евреите смятали, че е крайно оскърбително да се унищожават излезлите от употреба текстове, в които се съдържат имена на богове. Затова тези книги били „погребвани“ в генизите на достойно място в еврейските гробища. Постепенно бил възприет обичаят в генизите да се „погребват“ не само религиозни текстове, а и всякакви други писмени документи. Така те се превърнали в обширни архивни хранилища, в които векове наред никой не стъпвал. По този начин се образувала и Каирската гениза.
Първите ѝ съвременни посетители (имат се предвид учени), разравяйки се в хаоса от писмени документи съобщили за сензационни разкрития в нея. Генизата на Кайро се намирала в синагогата на квартал Фустад и била непипана от създаването си. След своеобразното ѝ преоткриване за съвременния научен свят, големият интерес на множество учени към нея и фактът, че вътре се намирали едни от най-старите древноеврейски канонични съчинения, които успели да преживеят целия мюсюлмански период до XVIII век, засилили и нездравите апетити към фонда ѝ. „Пред очите ни се открива целият непознат досега юдейски свят“, писал вестник „Таймс“ през 1899 г. Соломон Шехтер бил един от пионерите-изследователи на генизата. От хилядите фрагменти той успял да събере цели книги, които старателно подреждал в куфари с етикети „Библия“, „Талмуд“, „История“. Шехтер попаднал на истинска съкровищница, пълна с извори за историята на много народи. Повечето документи в Каирската гениза били от IX и Х век. Това били най-древните текстове на Стария завет до откриването на Кумранските свитъци от Мъртво море. Преди откриването на Каирската гениза учените не знаели почти нищо за историята на евреите в Палестина и Египет. Благодарение на намереното в нея, голяма част от историята на юдаизма е изяснена в подробности.
Документите и текстовете съхранявани в Каирската гениза са съставени на еврейско писмо на арабски, иврит, арамейски, идиш и на други езици.
Благодарение на съхраненото в нея на света става известна хазарската кореспонденция, кеймбриджкия документ, киевското писмо, най-старите съхранили се фрагменти от Корана и свещените текстове на юдаизма, както и Книгата премъдрост на Иисуса, син Сирахов.
Общият обем на страниците се оценява на 250 хиляди, като в тях се упоменават 35 хиляди лица от Египет, Палестина, Ливан, Сирия, Тунис, Сицилия, Франция, Испания, Мароко, Хорезм, Индия и много други страни.
Ръкописите в Каирската гениза са оцелели за разлика от други книжовни центрове най-вече благодарение на полусухия климат на Фустат. Първият на когото привличат вниманието тези листа е скитащия равин Яков Сапир (1822-1888), но вниманието на широката научна общественост към Каирската гениза привлича Соломон Шехтер (1847-1915), който изнесъл от Египет за Кеймбриджкия университет близо 140 хил. листа. Още 40 хил. ръкописа от Кайро заминават на презокеанско пътешествие за Еврейската американска теологическа семинария. Целият си съзнателен живот на Шломо Дов Гойтен преминава в проучване на листата от Каирската гениза, чието редене е сравнимо с истински пъзел. 